# 川崎市立井田小学校
川崎市立井田小学校（かわさきしりつ いだしょうがっこう）は、神奈川県川崎市中原区井田中ノ町にある公立小学校。

## 沿革
- 1956年（昭和31年）
  - 8月24日 - 神奈川県教育委員会より、井田中ノ町355番地において学校設置の告知がされる。
  - 9月1日 - 川崎市立住吉小学校の一部を仮校舎として、授業開始。
  - 10月10日 - 住吉小学校より分離入校式を挙行し、授業を開始。
  - 11月20日 - 落成開校式挙行。この日を開校記念日と定めた。
- 1959年（昭和34年）11月20日 - 創立3周年を記念して、校歌制定。
- 1965年（昭和40年）6月23日 - 小鳥小屋、池、水田、花壇、岩石園を造る。
- 1966年（昭和41年）
  - 3月5日 - 卒業記念として「井田山雑木林」が、奉仕により完成する。
  - 4月10日 - 気象観測用露場ができる。
  - 7月12日 - プール完成。
  - 9月30日 - 岩石園完成。
  - 10月11日 - 創立10周年記念式典挙行。
- 1968年（昭和43年）
  - 2月19日 - 体育館が落成する。
  - 4月1日 - 本校から分離独立して、下小田中小学校が開校する。
- 1969年（昭和44年）4月1日 - 肢体不自由児の特殊学級「こまどり」が開設される。
- 1972年（昭和47年）7月3日 - ぜんそく児学級「あおぞら学園」が、分教室として開設される。
- 1974年（昭和49年）3月31日 - 肢体不自由の特殊学級「こまどり」が閉級し、県立中原養護学校へ編入される。
- 1976年（昭和51年）
  - 6月10日 - 創立20周年記念式典挙行。
  - 6月11日 - 「たつの子山」開山式を行う。
- 1979年（昭和54年）3月25日 - 気象観測用露場内に日時計設置。
- 1982年（昭和57年）2月17日 - 「あおぞら学園」10周年記念式典挙行。
- 1985年（昭和60年）8月31日 - 井田郷土資料館設備内装工事完了。
- 1992年（平成4年）8月30日 - 「たつの子山」全面補修完了。
- 1995年（平成7年）8月3日 - 旧校舎解体。
- 1997年（平成9年）
  - 2月27日 - 新校舎完成。
  - 3月5日 - 新校舎入校式挙行。
  - 3月25日 - 「あおぞら学園」閉園式挙行。
  - 3月31日 - 「あおぞら学園」閉園。
- 1998年（平成10年）2月7日 - 新校舎落成記念と創立40周年記念の両式典を挙行。田んぼを作り、井田米づくりが始まる。
- 2003年（平成15年）12月6日 - わくわくプラザ開設。
- 2006年（平成18年）11月18日 - 創立50周年記念式典挙行。
- 2009年（平成21年）8月1日 - 普通教室と少人数教室にエアコン設置。
- 2012年（平成24年）11月20日 - 井田米づくり15周年記念として、川崎市長と川崎市教育委員長に井田米贈呈。
- 2014年（平成26年）3月31日 - 川崎市防災備蓄倉庫完成。
- 2015年（平成27年）10月1日 - 分教室として「かなで」開所。
- 2016年（平成28年）10月29日 - 創立60周年記念式典挙行。
- 2017年（平成29年）12月28日 - 田んぼ新設工事完了。
- 2019年（平成31年）3月31日 - 校舎（B棟・わくわくプラザ）増築工事完了。
- 2023年（令和5年）-たつのこ山封鎖、取り壊し

## 学校教育目標
- 「自ら学び自ら考える子」
- 「心豊かな子」
- 「たくましい子」

## 通学区域
出典
- 中原区
  - 井田1丁目（全域）
  - 井田2丁目（全域）
  - 井田3丁目（全域）
  - 井田杉山町（15番(5号～終り)、31番(18号・20号)、32番(全域)）
  - 井田中ノ町（全域）

## 進学先中学校
公立中学校に進学する場合
出典
- 川崎市立井田中学校

## 学校周辺
- 神奈川県道14号鶴見溝ノ口線
- 川崎市消防局中原消防署井田出張所
- ミニストップ川崎井田店
- 川崎井田郵便局

## 交通
- 川崎鶴見臨港バス「原62」系統で、
  - 「井田中ノ町」バス停下車後、徒歩約200m・約3分。
  - 「中ノ町住宅前」バス停下車後、徒歩約260m・約4分。
    - 停車系統は、川崎市営バス「川83」、川崎鶴見臨港バス「川53」・「川54」・「川55」・「川56」・「川57」・「川69」の各系統。
    - なお、県道14号線上には、「井田消防前」バス停もあるが、校門（正門）までは、上記バス停の方が近い。
- 東急電鉄東横線・目黒線元住吉駅（西口）から、徒歩約830m・約13分。